# Nusantara (ville)
Pour les articles homonymes, voir Nusantara.
Nusantara (un nom d'origine javanaise qui désigne l'archipel indonésien), de son nom officiel complet Ibu Kota Nusantara, est la future capitale (ibu kota) de la république d'Indonésie, située sur la côte orientale de Bornéo. Conçue comme une ville nouvelle, Nusantara est destinée à devenir la nouvelle capitale de l'Indonésie, mais Jakarta reste la capitale officielle tant que le décret présidentiel de transfert n’est pas signé. Son nom fait référence à Nusantara, le nom sous lequel les Indonésiens désignent leur archipel.

## Historique du projet

### Contexte
Le développement urbain très rapide de Jakarta devient un problème majeur au cours des années 2010. La capitale accueille plus de dix millions d'habitants à l'intérieur de ses limites administratives. Mais l'aire urbaine, appelée Jabodetabek, dépasse les trente millions d'habitants au cours de cette décennie.
La métropole javanaise est ainsi engorgée et très polluée. Mais, surtout, la demande en eau crée un prélèvement massif des nappes phréatiques, l'imperméabilisation du sol empêche l'infiltration et le poids des gratte-ciel accroît les charges pesant sur le sol de Jakarta. Du fait de ces paramètres, la ville s'enfonce environ de vingt-cinq centimètres par an et une part notable de l'espace urbain est désormais située sous le niveau de la mer,,.
Pour l'universitaire François Gemenne, c’est la première fois que le réchauffement climatique est explicitement invoqué pour justifier le déplacement d’une capitale, même si par le passé les motifs environnementaux ont déjà été invoqués. L’artificialisation des sols et les choix d’aménagement au niveau local expliquent également la situation.
Le projet prévoit d'être carbone neutre à l'horizon 2045. Pour cela, de nombreux axes sont prévus : préservation de la biodiversité, impactée par le projet, développement de nouvelles forêts au sein de la ville (qui devront représenter 65 % de la ville), utilisation d'énergies propres.

### Décision

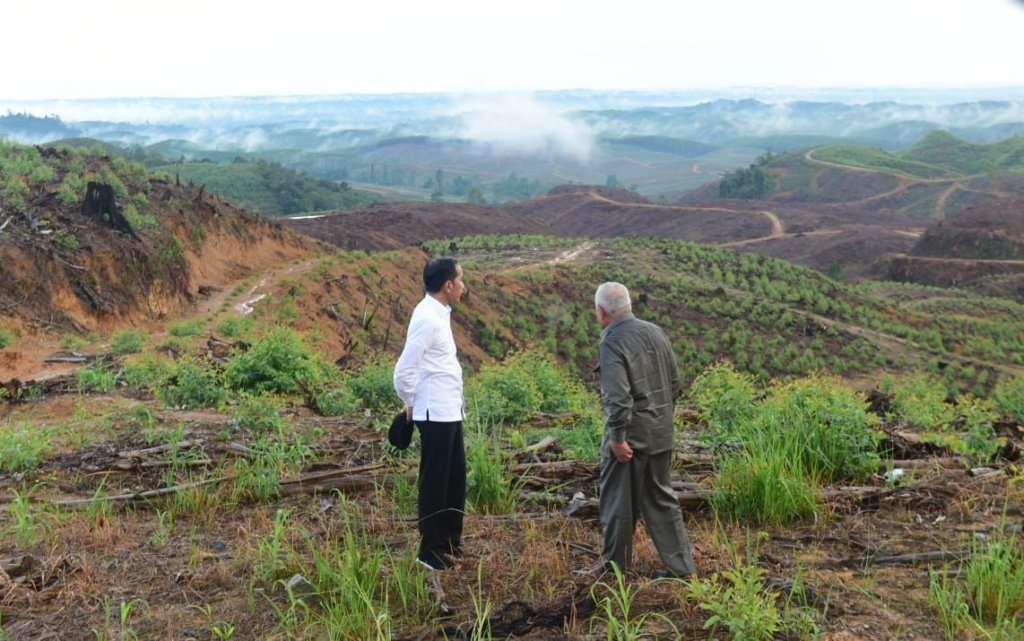
Joko Widodo visitant le site de la future capitale en décembre 2019.

Le président Joko Widodo décide en 2019 de déplacer la capitale dans une ville nouvelle créée à l'est de Kalimantan. Le projet est alors évalué à 35 milliards de dollars américains, financé à 80 % par des investisseurs privés.
Sur les neuf partis politiques siégeant au Conseil représentatif du peuple, huit approuvent le projet, seul le PKS s'y oppose,.

### Chantier

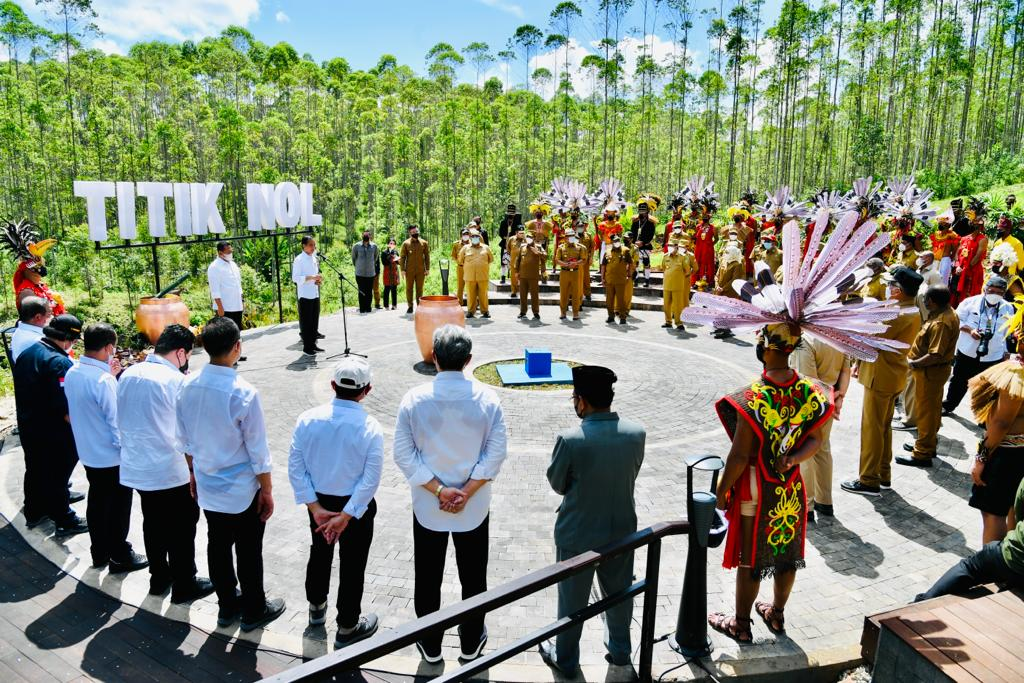
La création du point zéro le 14 mars 2022.

Le chantier était censé démarrer en août 2020, mais la pandémie de Covid-19 retarde le lancement des travaux qui ont débuté en 2022[source insuffisante]. Le développement de la cité doit ensuite se poursuivre jusqu'en 2045.
Le nouveau palais présidentiel est l'objet d'un concours remporté par Nyoman Nuarta, un artiste balinais originaire de Tabanan. Son nom, Istana Garuda, tient à la structure métallique qui le surmonte et qui représente Garuda, aigle mythique emblème de l'Indonésie. Il est inauguré le 17 août 2024, jour anniversaire de l’indépendance du pays, le reste de la future cité n'étant encore qu'un immense chantier,.
Jakarta préserve son statut de capitale d'Indonésie tant que le décret présidentiel ne confirme pas son déménagement. Ce délai court tant que les infrastructures nécessaires à accueillir les pouvoirs exécutifs, législatifs et judiciaires ne sont pas achevées.

## Localisation et toponymie
La ville nouvelle de Nusantara est située à peu de distance de la côte orientale de Kalimantan, la partie indonésienne de l'île de Bornéo, au nord de Balikpapan et au sud-ouest de Samarinda. Une des raisons de cet emplacement est la proximité du centre géographique de l'Indonésie. La superficie totale de la nouvelle capitale est de 2 561,43 km2, et la ville est prévue pour héberger environ cinq millions d'habitants à terme.
Le site de Palangka Raya est initialement choisi, dès l'époque de Soeharto.
Le nom « Nusantara », qui désigne en javanais l'archipel indonésien, est choisi parmi 80 propositions par le président Joko Widodo et validé par le Conseil représentatif du peuple. Le nom est confirmé le 14 janvier 2022 par Suharso Monoarfa (en), ministre de la Planification territoriale nationale,.

## Gouvernance
Nusantara est implantée dans la province de Kalimantan oriental, sur les kabupaten de Penajam Paser du Nord et Kutai Kertanegara.
La nouvelle cité est prévue pour avoir le rang de province, dont le gouverneur aura un rang égal à celui d'un ministre.

## Critiques
Les critiques affirment que la loi établissant le transfert de capitale a été adoptée à la hâte. La quasi-absence de consultation publique et d'étude d'impact environnemental est également pointée comme une faiblesse du projet. D'autre part, le gouvernement indonésien ne finance le projet qu'à hauteur de 20 % et fait appel pour le reste à des investisseurs privés étrangers qui se montrent réticents à s'engager dans ce projet, du fait, en particulier, qu'il porte atteinte à la biodiversité de la forêt tropicale où est implanté le chantier. En juin 2024, sur les 5,6 milliards € nécessaires, seuls 2,9 milliards € ont été réunis.